# واهو

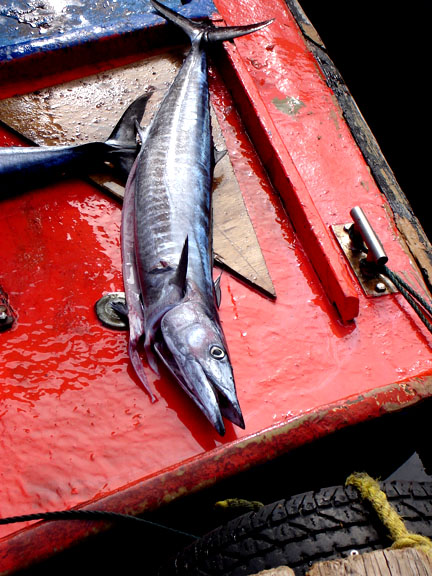
قيام صياد محلى باصطياد سمكة الواهو (Wahoo) في بونير (Bonaire)، جزر الأنتيل الهولندية

الواهو ( أكانثوكيبيوم سولاندري) (Acanthocybium solandri) هي سمكة من أسماك سكومبريد (scombrid fish) توجد في جميع أنحاء العالم في البحار الاستوائية وشبه الاستوائية. وهي معروفة جدًا في رياضات الصيادين، نظرًا لأن سرعتها وجودة لحمها العالية يجعلان منها جائزة رياضية. وفي هاواي، سمكة الواهو معروفة باسم أونو (ono). العديد من مناطق البيض في الكاريبي وأمريكا الوسطى تطلق عليها اسم بيتو (peto).

## الوصف
جسمها ممدود وتكسوه قشور صغيرة مرئية بالكاد؛ والجزء الخلفي أزرق قزحي اللون، في حين أن الجانبين لونهما فضي، مع وجود تخطيط من الأشرطة الرأسية الزرقاء غير المنتظمة، كما أن لديها أسنان شائكة حادة. تتلاشى هذه الألوان بسرعة عند الموت. تتميز بفم كبير، كما أن كلا الفكين العلوي والسفلين لهما مظهر حاد نوعًا ما أكثر من فكي سمكة الملك أو الماكريل الإسباني. وقد سجلت النماذج طولاً يصل إلى 2.5 متر (8 قدم 2 بوصة)، ووزنًا يصل إلى 83 كيلوغرام (183 رطل). ويمكن أن يصبح النمو سريعًا. وقد تم توسيم أحد العينات عند معدل نمو 5 كيلوغرام (11 رطل) إلى 15 كـغ (33 رطل) في عام واحد. يمكن لسمكة الواهو أن تسبح حتى 60 ميل/س (97 كم/س). فإنها أحد أسرع أنواع السمك في البحار.
يمكن تمييز الواهو عن الماكريل الملكي (king mackerel) في المحيط الأطلسي وبين سمك الكنعد الإسباني (Spanish mackerel) في المحيط الهادي والمحيط الهندي من خلال طية الجلد التي تغطي الفك السفلي عند إغلاقه. في المقابل، فإن الفك السفلي من الماكريل الملكي هو مرئي بصورة دائمة كما هو الحال أيضا بالنسبة لسمك الماكريل الإسباني الأصغر حجمًا وسيرو ماكريل (Cero mackerel). أسنان الواهو مماثلة لأسنان الماكريل الملكي، ولكنها أقصر وأكثر تقاربًا عن كثب.
أحيانًا يتم الخلط بين البركودة (barracuda) والماكريل والواهو، ولكن من السهل تمييزها عن النوعين الأخيرين. تتميز البركودة بقشرها البارز، وأسنان أكبر تشبه الخنجر، وتفتقر إلى عارضات القعر الذيلية، وزيل يشبه الشفرة وهي من سمات سلالة سكومبريد (ماكريل).

## معلومات بيولوجية
تميل الواهو إلى الوحدة أو التواجد في مجموعات فضفاضة متماسكة من اثنين أو ثلاثة أسماك، ولكن متى كانت الظروف مناسبة يمكن لها أن تتواجد في مجموعات تتألف من 100 سمكة أو أكثر. يتكون نظام غذائها من الأسماك الأخرى والحبار.
معظم أسماك الواهو التي تم أخذها كعينات تبين أن بها طفيل (trematoda) تريماتود يعيش في معدتها، ودودة المعدة العملاقة (هيرودينيلا فينتريكوسا)، والتي يبدو أنها لا تضر الأسماك.

## مصايد الأسماك التجارية والرياضية
إن لون لحم الواهو أبيض إلى رمادي ورقيق إلى كثيف، ويحظى بتقدير العديد من المتذوقين. يشبه طعمها طعم الماكريل، على الرغم أنه يمكن القول أنه أقل وضوحًا. لقد حقق ذلك بعض الطلب على الواهو أسماك الطعام تجارية عالية الثمن. في العديد من مناطق تواجدها، مثل هاواي، وبرمودا، والعديد من أجزاء البحر الكاريبي، يقوم الصيادون التجاريون بتوفير الطلب المحلي على الواهو، ممن يقومون باصطيادها في المقام الأول بالشباك، بالإضافة إلى الصيادين الرياضيين الذين يقومون ببيع صيدهم.
على الرغم من إمكانية تأثر أعداد الواهو المحلية بالضغط الكبير للصيد التجاري والرياضي، إلا أن الواهو كنوع أقل عرضة للصيد الصناعي التجاري من الأنواع الأكثر وفرة وتسبح في مجموعات كبيرة متماسكة مثل التونة. يتم عادة اصطياد الواهو باعتبارها صيدًا عرضيًا في العديد من مصايد الأسماك التجارية، بما في ذلك خيوط صنارية طويلة مصايد أسماك التونة، وسمك الخرمان، والدلفين (ويعرف أيضًا باسم ماهي ماهي (mahi-mahi) أو دورادو) وفي مصايد سمك التونة التي تستخدم شبكة برسينية، وخاصة في المجموعات التي تتجمع حول الأشياء العائمة، والتي تعمل كنقطة بؤرية لقدر كبير من الأنواع البحرية الأخرى إلى جانب التونة. في عام 2003، أصدر مجلس إدارة مصايد أسماك جنوب المحيط الأطلسي خطة بشأن إدارة مصايد الواهو الدولفين (Dolphin Wahoo Fishery Management Plan for the Atlantic) للأطلسي. ومع ذلك، لا يتم اعتبار هذه الأنواع ككل عرضة للصيد المفرط.
وفي معظم مناطق تواجدها، تعد الواهو صيدًا الصيد الرياضي مرتفع الأسعار. يصل حجمها لمستوى جيد، وغالبا ما تكون أماكن توفرها ليست ببعيدة عن اليابسة، وهي مقاتل جيد جدًا للخطافات الخفيفة والمتوسطة الوزن. ويعرف عنها في أوساط ألعاب الصيد الرياضية سرعة انطلاقتها الأولى وقوتها. يمكن أن تشكل العادات العدوانية والأسنان الحادة الشائكة في سمكة الواهو مصدر أذى كبير عند استهداف سمكة رياضية أكبر، مهما تكن، مثل التونة أو المارلن.